# Кольт-Браунинг M1895
Кольт-Браунинг M1895 — американский станковый пулемёт с воздушным охлаждением, разработанный Джоном Браунингом на основе созданного им в 1889 году устройства «флаппер» («flapper»). Первый принятый на вооружение образец автоматического оружия, реализующий принцип отвода пороховых газов.

## Конструкция
Джон Браунинг разработал собственную конструкцию пулемёта. Пулемёт использует газоотводный механизм с жёстким запиранием. Автоматика основана на коротком ходе поршня. Газовая трубка располагалась под стволом, и при выстреле ствольная коробка откатывалась вниз, создавая характерное движение, за которое оружие получило прозвище «травокосилка».

## Страны-эксплуатанты
- США — стал первым пулемётом, принятым на вооружение вооруженными силами США (1895). Использовался как станковый, морской, авиационный, устанавливался на бронетехнике[4][5]. В сентябре 1921 года пулемёты этого типа применяли подразделения Национальной гвардии США для подавления протестных выступлений в штате Западная Вирджиния.
- Великобритания.
- Российская империя — в ходе Первой мировой войны закупался в США с весны 1915 года под русский винтовочный патрон 7,62×54 R, также Российской Империей была закуплена партия Кольт-Браунинг М1895 под калибр 7 мм для использования в авиации во время первой мировой войны. Всего было получено 22 164 шт. пулемётов «Кольт-Браунинг»[6].
- РСФСР, СССР — пулемёты со складских запасов царского времени состояли на вооружении Красной гвардии и Красной армии в период послереволюционного времени и гражданской войны, впоследствии состояли на вооружении дивизий народного ополчения, применялись в ходе битвы за Москву[7][8].
- Вторая Испанская Республика — не менее 220 пулемётов имелись на складах и использовались в ходе гражданской войны в Испании, хотя те часто ломались, а их ремонт был затруднителен и плохо организован[9].
- Мексика — вариант под 7-мм патрон Маузера.
- Финляндия — около 100 пулемётов использовалось в ходе гражданской войны в Финляндии, в дальнейшем они были переданы на вооружение вспомогательных частей; сняты с вооружения и проданы в 1936 году[10].
- Польша — после окончания Первой мировой войны поставлялся для польской армии.
- Бельгия — бельгийская армия приобрела большое количество пулемётов под 7 мм патрон Маузер M1895/14 в конце Первой мировой войны, которые были сохранены на вооружении резервных пехотных полков до начала Второй мировой войны. Пулемёты M1895/14 были широко использованы в боевых действиях во время немецкого вторжения в Бельгию 10-28 мая 1940.
- Италия — Италия также имела M1895 на вооружении в течение очень долгого времени. Во время Второй мировой войны они все ещё были на вооружении частей «второй линии», а именно филиалов организаций чёрнорубашечников MVSN, таких как DICAT (противовоздушная оборона) и MILMART (береговая оборона) до конца 1943 года.